# Persécution des chrétiens par l'État islamique
 (mars 2024).
Si vous disposez d'ouvrages ou d'articles de référence ou si vous connaissez des sites web de qualité traitant du thème abordé ici, merci de compléter l'article en donnant les références utiles à sa vérifiabilité et en les liant à la section « Notes et références ».
La persécution des chrétiens par l'État islamique implique le meurtre de masse systématique de minorités chrétiennes, dans sa région de contrôle en Irak, en Syrie et en Libye par le groupe extrémiste État islamique en Irak et au Levant (EIIL). La persécution des minorités chrétiennes a culminé après sa prise de contrôle de certaines parties du nord de l'Irak en juin 2014.
L'Union européenne (le 3 février 2016), les États-Unis (le 15 mars 2016) et le Parlement britannique (le 20 avril 2016) ont dénoncé ces actions comme un génocide.